# Alexander Pusch
Alexander Pusch, född den 15 maj 1955 i Tauberbischofsheim, Tyskland, är en västtysk fäktare som bland annat tog OS-silver i herrarnas lagtävling i värja i samband med de olympiska fäktningstävlingarna 1988 i Seoul.